# 艾蜜麗的五件事
《艾蜜麗的五件事》（英語：Five Missions），2018年東森電視自製戲劇系列之第十四部作品，和駿文創製作，鍾瑶、林子閎、王家梁、臧芮軒領銜主演。2018年9月26日舉行卡司發布記者會、開鏡，2019年1月21日全劇殺青。台視主頻於2018年11月24日晚上10點首播，LINE TV於每週六晚間11點30分上架，東森綜合台於2018年11月25日晚上10點播出，愛奇藝於每週日上午10點播出，LiTV 線上影視於每週一中午12:00更新播出。接檔《愛的3.14159》，劇末播出幕後花絮《艾蜜麗要怎樣》。

## 播出時間

### 首播
| 頻道/影音     | 所在地 | 播出日期       | 播出時間            |
| ------------- | ------ | -------------- | ------------------- |
| 台視主頻      | 臺灣   | 2018年11月24日 | 每週六 22:00－23:30 |
| LINE TV       | 臺灣   | 2018年11月24日 | 每週六 23:30 上架   |
| 東森綜合台    | 臺灣   | 2018年11月25日 | 每週日 22:00－23:30 |
| 愛奇藝        | 臺灣   | 2018年11月25日 | 每週日 10:00 上架   |
| LiTV 線上影視 | 臺灣   | 2018年11月26日 | 每週一 12:00 上架   |
| 靖天戲劇台    | 臺灣   | 2018年12月1日  | 每週六 20:30－22:00 |

### 重播
| 頻道       | 所在地 | 播出日期       | 播出時間            |
| ---------- | ------ | -------------- | ------------------- |
| 台視主頻   | 臺灣   | 2018年11月30日 | 每週五 23:35－01:05 |
| 台視主頻   | 臺灣   | 2018年12月2日  | 每週日 16:30－17:57 |
| 東森綜合台 | 臺灣   | 2018年11月26日 | 每週一 02:00－03:30 |
| 東森綜合台 | 臺灣   | 2018年12月1日  | 每週六 15:30－17:00 |
| 東森超視   | 臺灣   | 2018年12月1日  | 每週六 18:00－19:30 |
| 東森戲劇台 | 臺灣   | 2018年12月2日  | 每週日 20:00－21:30 |
| 東森戲劇台 | 臺灣   | 2018年12月9日  | 每週日 10:00－11:30 |

## 劇情大綱
一個古靈精怪的女孩艾蜜麗（鍾瑶飾），因為律師考試失敗，為了生活只好到專辦離婚的周婕仁律師事務所當業務，要抓到打贏官司所需的證據，這讓她跟從高中相識至今的好友攝影師竇儒（林子閎飾）成了「狗仔」！而艾蜜麗與男友兩人的關係越來越不好，家庭關係也陷入困境，在艾蜜麗在面臨各種人生低潮時，意外的在海邊撿到一個瓶中信，瓶中信寫的「五件事」做自己、復合、揮別、回家、倒轉，這簡單的五件事卻改變了她的人生。

## 演員列表

### 主要演員
| 演員   | 角色   | 介紹 | 登場集數            |
|        | 艾蜜麗 | 28歲，綽號小艾，是個古靈精怪的女孩，與竇儒、吳姿瑩是高中同學，欣賞孫競明，喜歡竇儒。法律系畢業，現於專辦離婚事務的周婕仁律師事務所擔任業務。 因為律師考試失敗，為了生活只好當專辦離婚的業務，要抓到打贏官司所需的證據，這讓她跟攝影師竇儒成了「狗仔」，而艾蜜麗與男友賴文華兩人的關係越來越不好，男友對她非常不公，家庭關係也陷入困境，在艾蜜麗在面臨各種人生低潮時，意外的在海邊撿到一個瓶中信，瓶中信寫的「五件事」做自己、復合、揮別、回家、倒轉，這簡單的五件事卻改變了她的人生。第14集得知豆腐乳要出國最後的願望希望她跟孫競明在一起她也答應他了，在孫競明的懷裡痛哭。九個月前就知道竇儒生病的事情，為了讓竇儒徹底安心所以要求孫競明當她的男朋友，最後和竇儒在一起。 | 全劇                |
| 林子閎 | 竇儒   | 28歲，平面攝影師，綽號豆腐乳，艾蜜麗、吳姿瑩高中同學，也是艾蜜麗最好的朋友。喜歡艾蜜麗。 是個生活專家，也是精打細算的玩家，總能善用有限的金錢享受生活。為了幫艾蜜麗要抓到打贏官司所需的證據而當上了狗仔，幫艾蜜麗拍打官司需要的照片。而他的高中女友吳姿瑩離婚後，想要續前緣復合，吳姿瑩甚至利用孫競明追求艾蜜麗，破壞他與艾蜜麗的感情，更讓他認清自己對艾蜜麗的感情是愛情。第9集為救艾蜜麗溺水，昏迷不醒。第10集心跳停止時急救後好轉，已經清醒。第14集要出國使用艾蜜麗神燈實現你三個願望已經用了二次，最後的願望希望小艾跟孫競明在一起小艾也答應。姿瑩告訴他其實小艾在九個月前就知道他生病的事情，為了讓他徹底安心所以找孫競明假扮小艾的男朋友，最後和小艾在一起。        | 全劇                |
| 王家梁 | 孫競明 | 32歲，型男律師，律師界的黃金單身漢。 優秀的他，是艾蜜麗崇拜的偶像，就學時成績總是第一名，對自己有著極高要求，所以不輕易交女友，但直到他遇到了艾蜜麗，因為他人生中被醫師診斷出有自律神經失調的毛病，艾蜜麗發現後卻沒有點破，讓他開始追求艾蜜麗。喜歡艾蜜麗。第14集抱著痛哭的艾蜜麗。 | 2-15                |
| 臧芮軒 | 吳姿瑩 | 28歲，新聞主播，艾蜜麗和竇儒的高中同學，也是竇儒高中時的女友。 沈胤軒的老婆，家境並不富裕，但擁有天生的漂亮臉蛋和完美身材，造就她想過的更好、強烈的嫉妒心。大學英文系畢業後第二年嫁給企業二代，並在丈夫家的權勢操作下成為人氣新聞主播，但她這段婚姻終究出現問題，離婚後剛好在同學會時看到竇儒對小艾如舊的關照，忍不住吃醋，她想再次找竇儒復合。第6集被老公沈胤軒家暴。第13集耍心機讓竇儒和她重新在一起。 | 1-3,5-8,10-15       |
| 歐陽倫 | 艾偉力 | 艾蜜麗的弟弟，戴芊惠的男友，不羈的藝術家性格加上娃娃臉，刻意營造低調神秘，導致常被誤會有眾多的曖昧對象，其實根本問題在於他有嚴重的選擇障礙，喜歡戴芊惠。 | 全劇                |
| 林意箴 | 戴芊惠 | 大一開始，就是艾蜜麗的好閨蜜，艾偉力的女友，家境富裕，脾氣不好，有著70%的公主病，卻非無腦千金，深知工作的成就才是保護自己的盾牌，在工作上除了努力也有能力。 | 6-15                |
| 楊鎮   | 李宸逵 | 竇儒的學長，酒吧老闆。喜歡吳姿瑩。 | 3,5,7-8,10,12-13,15 |
| 林子熙 | 林梓旻 | 孫競明的前女友，漫畫店老闆，後來關掉漫畫店到日本定居。 | 4-6,8-12            |
| 琇琴   | 周婕仁 | 周婕仁律師事務所創辦人兼董事長，與孫競明本來是死敵，後來因為艾蜜麗而招攬孫競明成為生意夥伴。 | 1-10,12-13,15       |
| 張嘉雲 | 劉雪娥 | 艾蜜麗的鄰居，塔羅占卜諮詢師，喜歡小武。 | 1-2,4-5,8-15        |

### 其他演員
| 演員   | 角色   | 介紹                                                                       | 登場集數       |
| 林埈永 | 陳武佑 | 綽號小武，艾蜜麗公司的同事，後來考取律師執照。                             | 1-6,9-10,12-15 |
| 蔡祥   | 白富美 | 綽號美美，艾蜜麗公司的同事。                                               | 1-7,9-10,13-15 |
| 簡建安 | 洪文均 | 綽號蚊子，艾蜜麗公司的同事。                                               | 1-6,9-10,12-15 |
| 吳志慶 | 大頭   | 艾蜜麗、竇儒、吳姿瑩高中同學                                               | 1,3-4,6-7,9-15 |
| 龍劭華 | 艾維   | 艾蜜麗、艾偉力的父親。與艾母離婚後跟玉玲再婚，使艾蜜麗氣得離家出走十多年。 | 6,12,14        |
| 張倩   | 艾母   | 艾蜜麗、艾偉力的母親，背著艾維在外面有男人，後來與艾維離婚，後已去世       | 6              |
| 王雨妍 | 玉玲   | 艾蜜麗、艾偉力阿姨，跟艾維結婚。                                           | 12,14          |
| 鄭平君 | 孫父   | 孫競明的父親，在宜蘭經營民宿。                                             | 4,6,12         |
| 黃婕菲 | 孫母   | 孫競明的母親，在宜蘭經營民宿。                                             | 4,6,12         |
| 曹蘭   | 黃寶琴 | 吳姿瑩的母親，曾經是某戶富貴人家的幫傭，現在返回家鄉務農。                 | 6-8            |
| 汪建民 | 竇父   | 竇儒的父親。                                                               | 10-12          |
| 高慧君 | 竇母   | 竇儒的母親。                                                               | 10-12          |

### 客串演員
| 演員   | 角色   | 介紹                                                                 | 登場集數 |
| 張雁名 | 賴文華 | 綽號賴子，兩性暢銷作家，艾蜜麗的前男友。已和艾蜜麗分手，艾偉力的老闆 | 1-5      |
| 文仲華 | 鴿子   | 艾蜜麗偷拍的客戶，有外遇。                                           | 1        |
| 岱毅   | 阿Ken  | 孫競明的祕書，愛慕孫競明。                                           | 2-4      |
| 馬國賢 | 勵康偉 | 蔡曉君的丈夫，已分居。                                               | 3,5      |
| 王俐人 | 蔡曉君 | 勵康偉的妻子，已分居。                                               | 3        |
| 王俐人 | 蔡曉君 | 勵康偉的妻子，已分居。                                               | 4        |
| 賴曉誼 | 同學   | 艾蜜麗、竇儒、吳姿瑩高中同學，和艾蜜麗一起檢查誰在校園廁所抽煙。     |          |
| 賴曉誼 | 同學   | 艾蜜麗、竇儒、吳姿瑩高中同學，和艾蜜麗一起檢查誰在校園廁所抽煙。     | 15       |
| 陳芊羽 | 小P    | 漫畫店、咖啡店員工，竇儒朋友                                         | 4,15     |
| 張書偉 | 沈胤軒 | 富家少爺，黑白兩道都熟識，吳姿瑩的老公，有暴力傾向。                 | 6-8      |
| 陳璇   | AMY    | 艾偉力的前女友                                                       | 5,9      |
| 王碩瀚 | 彭宜晏 | 高中時期曾追求艾蜜麗，和艾蜜麗在圖書館裡約會                         | 11-13    |

## 電視劇歌曲
| 曲別   | 歌名           | 演唱者                       | 作詞                   | 作曲   |
| 片頭曲 | 雙子座咖啡     | 呂婕菲                       | 呂婕菲、凃亭伊、凃惠源 | 呂婕菲 |
| 片尾曲 | 你是答案       | 王笠人                       | 王笠人                 | 王笠人 |
| 插曲   | 我依然是我     | 王笠人                       | 王笠人                 | 王笠人 |
| 插曲   | 猝不及防的愛情 | 王笠人                       | 王笠人                 | 王笠人 |
| 插曲   | 你是幾零後     | 呂婕菲                       | 呂婕菲                 | 呂婕菲 |
| 插曲   | 慢慢靠近我     | 呂婕菲                       | 呂婕菲                 | 呂婕菲 |
| 插曲   | 毒啊 毒啊 毒啊 | 呂婕菲                       | 呂婕菲                 | 呂婕菲 |
| 插曲   | 太陽           | WAYsugar微甜女孩 feat.劉卓軒 | 劉卓軒                 | 劉卓軒 |
| 插曲   | 撐傘           | 羅宏正                       | 掰惹衛、韋昊           | 鄭聿   |

## 收視率
| 臺灣 臺灣電視台 首播收视率 （AC尼爾森） |                |        |      |      |
| 集數                                    | 播出日期       | 收视率 | 排名 | 備註 |
| 1                                       | 2018年11月24日 | 0.50   | 3    |      |
| 2                                       | 2018年12月1日  | 0.54   | 4    |      |
| 3                                       | 2018年12月8日  | 0.48   | 4    |      |
| 4                                       | 2018年12月15日 | 0.51   | 4    |      |
| 5                                       | 2018年12月22日 | 0.69   | 4    |      |
| 6                                       | 2018年12月29日 | 0.47   | 4    |      |
| 7                                       | 2019年1月5日   | 0.71   | 4    |      |
| 8                                       | 2019年1月12日  | 0.65   | 5    |      |
| 9                                       | 2019年1月19日  | 0.62   | 5    |      |
| 10                                      | 2019年1月26日  | 0.57   | 5    |      |
| 11                                      | 2019年2月2日   | 0.90   | 4    |      |
| 12                                      | 2019年2月9日   | 0.68   | 4    |      |
| 13                                      | 2019年2月16日  | 0.52   | 6    |      |
| 14                                      | 2019年2月23日  | 0.64   | 6    |      |
| 15                                      | 2019年3月2日   | 1.08   | 4    |      |
| 平均收視率                              | 平均收視率     | 0.64   |      |      |

1. 同时段或交叉时段主要节目：
  - 華視《天才衝衝衝》
  - 中視《綜藝玩很大》
  - 民視《舞力全開》
  - 三立都會台《高校英雄傳》／《愛玩客》／《你有念大學嗎？》
  - 公視《雙城故事》／《念念》／《港囧》／《魂囚西門》
  - 東森綜合台《公主我來了》／《綜藝大熱門》
2. 数据由AGB尼爾森調查，調查範圍是四歲以上收看電視之觀眾。
3. 資料來源：台灣-偶像劇場、凱絡媒體週報。

## 分集標題
| 集數 | 播出日期       | 標題                                |
| 01   | 2018年11月24日 | 放著就快酸掉的生活                  |
| 02   | 2018年12月1日  | 你，是我未來的方向?!                |
| 03   | 2018年12月8日  | 老虎不發威，當姐是病貓？！          |
| 04   | 2018年12月15日 | 騙很大！分手哪是結束眼淚的開始！    |
| 05   | 2018年12月22日 | 耶誕老公公，我想要的禮物是…         |
| 06   | 2018年12月29日 | 你的肩膀可以借我靠一下嗎？          |
| 07   | 2019年1月5日   | 對不起，是我造成了妳的孤單…         |
| 08   | 2019年1月12日  | 我真的很害怕失去跟你彼此依靠的現在… |
| 09   | 2019年1月19日  | 猝不及防的愛情?!                    |
| 10   | 2019年1月26日  | 一起守護有你的日常…                 |
| 11   | 2019年2月2日   | 同居新關係…                         |
| 12   | 2019年2月9日   | 我想從我們現在的關係畢業...         |
| 13   | 2019年2月16日  | 原來的我們回不去了...               |
| 14   | 2019年2月23日  | 你永遠是我最好最好的...朋友!        |
| 15   | 2019年3月2日   | 幸福就是用愛灌溉、彼此依靠的日常…   |

## 製作團隊
- 導演：張晉榮、彭兆鴻
- 出品人：林文淵
- 總監製：楊秋蘭、郭元冲、賴秀貞
- 監製：彭佳、童瀚萱
- 行銷統籌：廖淑華、劉懿嫻
- 公關：駱儀珊
- 社群行銷：鄭又綺
- 編審：邱詩怡
- 企劃：陳嘉涵
- 製作人：馬進達、郭鈺麒、吳長沛
- 編劇：馬進達、林若晨
- 策畫：董青儀
- 統籌：楊顏昌
- 製作公司：和駿文創有限公司
- 冠名贊助
  - 台視：大誠保險經紀人
  - 東森：SEXYLOOK最有酵面膜

## 大事記
- 2018年9月26日，《艾蜜麗的五件事》舉行卡司發布記者會、開鏡。
- 2018年10月13日，釋出首篇teaser預告-第一件事，做自己。[6]
- 2018年10月15日，釋出主視覺。
- 2018年10月17日，釋出第二篇teaser預告-第二件事，揮別。[7]
- 2018年10月21日，釋出第三篇teaser預告-第三件事，回家。[8]
- 2018年10月25日，釋出第四篇teaser預告-第四件事，倒轉。[9]
- 2018年10月29日，釋出第五篇teaser預告-第五件事，復合。[10]
- 2018年11月1日 ，釋出劇情預告印象篇。[11]
- 2018年11月4日 ，釋出劇情預告艾蜜麗篇。[12]
- 2018年11月7日 ，釋出劇情預告竇儒篇。[13]
- 2018年11月9日 ，釋出劇情預告孫競明篇。[14]
- 2018年11月11日 ，釋出3分鐘劇情搶先看。[15]
- 2018年11月13日 ，釋出劇情預告吳姿瑩篇。[16]
- 2018年11月16日 ，釋出劇情預告愛情篇。[17]
- 2018年11月23日，舉辦首映會。 [18]
- 2018年11月24日，台視主頻首播。
- 2018年11月25日，東森綜合台首播。
- 2019年1月21日，全劇殺青。
- 2019年3月2日，台視主頻播出最終回。
- 2019年3月3日，東森綜合台播出最終回。

## 拍攝場景
- 府中15新北市紀錄片放映院
- 開南大學
- 新北市立丹鳳高級中學
- e書漫羅斯福店
- 新店伴吾別墅
- 台茂購物中心
- 桃園敏盛醫院
- 台中台灣大道
- 新莊超級城市愛丁堡
- 宜蘭 清水公園
- 宜蘭 蘭陽博物館
- 羅東 諾貝爾蛋糕
- 白鹿洞大直店

## 外部連結
- 官方网站－台視
- 官方网站－東森
- 艾蜜麗的五件事的Facebook專頁
- 東森創作的Instagram帳戶
- YouTube上的東森創作頻道
- 艾蜜麗的五件事 （页面存档备份，存于）－LINE TV

| 臺灣 台視主頻 周六優質戲劇                                                           | 臺灣 台視主頻 周六優質戲劇                      | 臺灣 台視主頻 周六優質戲劇 |
| ------------------------------------------------------------------------------------ | ----------------------------------------------- | -------------------------- |
|                                                                                      | 艾蜜麗的五件事 （2018年11月24日－2019年3月2日） |                            |
| 愛的3.14159 （2018年7月21日－2018年11月10日）第55屆金馬獎頒獎典禮 （2018年11月17日） | 愛情白皮書 （2019年3月9日－2019年6月15日）      |                            |

| 臺灣 東森綜合台 每週日 22:00 - 23:30                                                           | 臺灣 東森綜合台 每週日 22:00 - 23:30            | 臺灣 東森綜合台 每週日 22:00 - 23:30                   |
| ---------------------------------------------------------------------------------------------- | ----------------------------------------------- | ------------------------------------------------------ |
|                                                                                                | 艾蜜麗的五件事 （2018年11月25日－2019年3月3日） |                                                        |
| 愛的3.14159 （2018年7月22日－2018年11月11日）種菜女神（重播） （2018年11月18日）               | 愛情白皮書 （2019年3月10日－2019年6月16日）     |                                                        |
| 臺灣 東森超視 每週六 18:00 - 19:30                                                             |                                                 |                                                        |
| 愛的3.14159 （2018年7月28日－2018年11月17日）天生王牌 （2018年11月24日）                       | 艾蜜麗的五件事 （2018年12月1日－2019年3月9日）  | 綜藝玩很大 （2019年3月16日－2019年） （18:00 - 20:00） |
| 臺灣 東森戲劇台 每週日 20:00 - 21:30                                                           |                                                 |                                                        |
| 愛的3.14159 （2018年7月29日－2018年11月18日）滾石愛情故事 （2018年11月25日） （20:00 - 22:00） | 艾蜜麗的五件事 （2018年12月2日－2019年3月10日） | 獅子王強大 （2019年3月17日－2019年3月24日）            |